# Cheumatopsyche processuata
Cheumatopsyche processuata là một loài Trichoptera trong họ Hydropsychidae. Chúng phân bố ở miền Cổ bắc.